# Krigsåret 1948

## Pågående krig
- 1948 års arab-israeliska krig (1948-1949)[1]
  - Israel på ena sidan
  - Egypten, Jordanien, Syrien, Irak, Libanon och palestinska förband på andra sidan

- Inbördeskriget i Grekland (1946-1949)
- Indonesiska självständighetskriget (1945-1949)
  - Nederländerna och Storbritannien på ena sidan
  - Republiken Indonesien på andra sidan

- Indokinakriget (1946-1954)[2]
  - Franska unionen på ena sidan
  - Viet Minh på andra sidan

- Kinesiska inbördeskriget (1945-1950)
  - Republiken Kina på ena sidan
  - Kinas kommunistiska parti på andra sidan

## Händelser

### Maj
- 14 - Formell start av 1948 års arab-israeliska krig, när Staten Israel utropas.

### September
- 17 - Lehi mördar Folke Bernadotte i Jerusalem.

### Fotnoter
1. ↑  ”World Statesmen”. http://www.worldstatesmen.org/WARS.html. Läst 28 juni 2011.
2. ↑  ”Chronological List of All Wars”. Arkiverad från originalet den 9 oktober 2014. https://web.archive.org/web/20141009082543/http://www.correlatesofwar.org/COW2%20Data/WarData_NEW/WarList_NEW.pdf. Läst 29 juni 2011.